# Tartessové

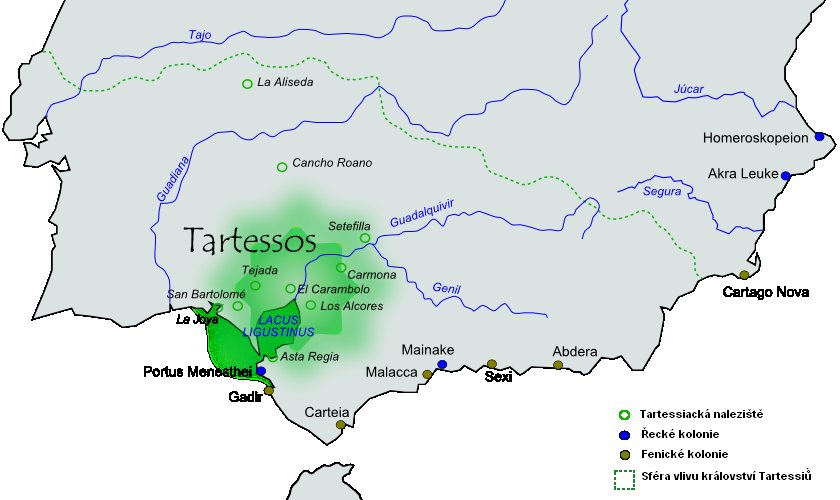
Zobrazení na mapě

Tartessové (starořecky Τάρτησσος, latinsky Tartessus) byl předrománský národ obývající jihozápad Pyrenejského poloostrova, na jihu Portugalska a západě Andalusie (dnešní provincie Cádiz, Huelva a Sevilla) v okolí řeky Tartesso (latinsky Baetis, arabsky a španělsky Guadalquivir).